# ウェブ付き空間
数学の函数解析学におけるウェブ付き空間（ウェブつきくうかん、英: webbed space, 独: Räume mit Gewebe）は、バナッハ空間論における二つの主要定理である開写像定理と閉グラフ定理を超有界型空間に対して一般化して取り扱うための概念で、そのためのものとして1969年に Marc de Wilde が導入した。
その定義は非常に技術的なものだが、位相線型空間の非常に大きなクラスがこの性質を持ち、従って定理の主張を容易に一般化して、その本質を明らかにするものとして、特別の技術を構えることなく応用に供することができる。
ウェブ付き空間は任意の位相線型空間に対して定義することができるが、本項では簡単のため局所凸空間を考えるものとする。任意の位相線型空間に関する一般論は教科書 (Jarchow 1981) を参照。 

## 定義
局所凸空間 E 上のウェブ（織布）とは、適当な自然数 k で添字付けられる自然数の族 (n1, n2, …, nk) ∈ Nk で添え字付けられる E の部分集合族 {\displaystyle C_{n_{1},\ldots ,n_{k}}} で、以下の条件
1. 各集合 {\displaystyle C_{n_{1},\ldots ,n_{k}}} は空でない絶対凸集合である。
2. {\displaystyle \bigcup _{n=1}^{\infty }C_{n}=E.}
3. {\displaystyle \bigcup _{n=1}^{\infty }C_{n_{1},\ldots ,n_{k},n}=C_{n_{1},\ldots ,n_{k}}\qquad (k\in \mathbb {N} ,\,(n_{1},\ldots ,n_{k})\in \mathbb {N} ^{k}}
4. 任意の自然数列 {\displaystyle (n_{k})_{k}} に対して正実数列 {\displaystyle (\lambda _{k})_{k}} が存在して、級数 {\displaystyle \sum _{n=1}^{\infty }\lambda _{k}x_{k}} は点 {\displaystyle x_{k}\in C_{n_{1},\ldots ,n_{k}}} の選び方に依らず収斂する。

を満足するものを言う。局所凸位相空間がウェブを持つとき、その空間はウェブ付きである（ウェブ付けられている）、またはウェブ付き空間であると言う。
イメージで言えば、各階層に属する集合 {\displaystyle C_{n_{1},\ldots ,n_{k}}} は k を増やすことによって、それ自身を張るより目の細かい階層のウェブに分解されていくという風に捉えることができ、そのことがウェブ（織布）という名称の由来でもある。
言葉で書けば、局所凸ハウスドルフ位相線型空間 X のウェブとは、X の階層的に添字付けられた円板の族で適当な併呑条件と収斂条件を満たすものを言う。もう少し具体的に、第一階層の円板列 (Di) は空間 X を被覆し、各第一階層の円板 Di は X の円板の列 (Dij) で Dij ⊂ (1/2)Di かつそれらの合併が Di を併呑するようなもの（それを各 i に亙って取ったもの）を第二階層の円板列として持つ。第二階層の円板にも同様の第三階層の円板列が存在し、以下同様に可算個の階層が定義される。
Di, Dij, Dijk, … のようにウェブの第 k-階層から一つずつ取って作られる減少列をこのウェブのストランド（房）と呼ぶ。これを使えば、定義の最後の条件はストランドの任意の元 (xk)k が収斂することと言い換えられる。

## ウェブ付き空間の構成法
以下に挙げる、与えられたウェブ付き空間から新たなウェブ付き空間を構成する方法は、非常にたくさんの空間を作り出せる。
- ウェブ付き空間 E の、閉部分空間 F による商空間 E/F はウェブ付きである。
- 局所凸ウェブ付き空間の列 {\displaystyle (E_{n})_{n}} に対し、その直積 {\displaystyle \prod _{n\in {\mathbb {N} }}E_{n}} に直積位相を入れたものはウェブ付きである。
- 局所凸ウェブ付き空間の列 {\displaystyle (E_{n})_{n}} に対し、その直和 {\displaystyle \bigoplus _{n\in {\mathbb {N} }}E_{n}} に終位相を入れたものはウェブ付きである。

## 例
- バナハ空間 E はウェブを持つ。実際、E の単位球体 U に対し、 {\displaystyle C_{n_{1},\ldots ,n_{k}}:=\min\{n_{1},\ldots ,n_{k}\}\cdot U,\qquad \lambda _{k}:={\frac {1}{k^{2}}}}とすれば、これはウェブになる。
- フレシェ空間はバナハ空間の可算直積の閉部分集合だから、前節によってウェブ付きであることが分かる。フレシェ空間は、ベールの性質を持つウェブ付き空間として特徴づけられる。
- 同様に前節から、ウェブ付き空間列の可算帰納極限は、可算直和の商として得られるからウェブ付きである。特に LF-空間はウェブ付きである。
- 同様の理由により DF-空間（ドイツ語版）もウェブ付きになる。
- ウェブ付き空間を有界型付け (bornologification) したものはウェブ付きである。
- X が距離付け可能局所凸空間ならば、X の連続的双対空間に強位相を入れた空間 {\displaystyle \beta (X^{*},X)} はウェブ付きである。
- X が距離付け可能局所凸空間からなる可算族の強帰納極限ならば、X の連続的双対に強位相を入れた空間 {\displaystyle \beta (X^{*},X)} はウェブ付きである。
  - 特に距離化可能局所凸空間の強双対はウェブ付きである。

## 閉グラフ定理と開写像定理
局所凸部分空間の場合はウェブを成す各集合は円板とすれば
- 閉グラフ定理: 局所凸ベール空間の帰納極限から局所凸ウェブ付き空間への任意の閉線型写像は連続である。
- 開写像定理: 局所凸ウェブ付き空間から局所凸ベール空間の上への任意の線型写像は開写像である。

が成り立つ。局所凸でない空間で均衡であることを仮定すれば以下の結果
- 閉グラフ定理: 位相線型ベール空間の帰納極限からウェブ付き位相線型空間への任意の閉線型写像は連続である。

も成り立つ。一般にウェブ付き空間から超有界型空間への線型写像の成す空間において、閉グラフ定理と開写像定理が証明できる。
- 開写像定理: ウェブ付き空間から超有界型空間への線型写像が上への連続線型写像ならば、それは開写像になる。
- 閉グラフ定理: 超有界型空間からウェブ付き空間への線型写像が閉グラフを持つならば、それは連続である。

もちろん、LF-空間のように両方のクラスに属する空間ならば、主張におけるそれぞれのクラスの役割を入れ替えることもできる。